# Joost Ballegeer
Joost Ballegeer (Kortrijk, 12 mei 1938 - Kortrijk, 11 augustus 2007) was een Vlaams-nationalistisch en Europees gezind schrijver en publicist.
Hij was actief in tal van verenigingen en mede-oprichter van de Hendrik Brugmanskring. Lange tijd was hij in de regio Kortrijk vrijwilliger en coördinator van Auxilia vzw, een vereniging die kinderen en jongeren die nergens anders terechtkunnen helpt met leren.

## Publicaties
- Repressie en interneringskampen in Kortrijk (1944-1947), Volksunie Kortrijk, Kortrijk, 1995, 120 blz.
- Hendrik Brugmans 90 jaar: een leven voor Europa, Hendrik Brugmans kring, Kortrijk, 1996
- Vlamingen in de Brusselse smeltkroes, Uitgeverij Groeninghe, Kortrijk, 2002, 208 blz. ISBN 90-71868-65-6
- De Vlamingen: een volk zonder bovenlaag, Uitgeverij Groeninghe, Kortrijk, 2005, 204 blz. ISBN 90-77723-24-2. Hierin beschrijft Ballegeer het mechanisme van het Belgisch regime om elke ontluikende elitevorming in Vlaanderen te verhinderen door iedere maatschappelijke bovenlaag die er zich ontwikkelt onmiddellijk in te kapselen in de belgicistische bovenlaag van het regime.